# 폴랴르니

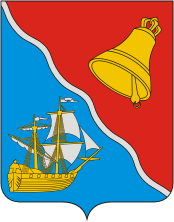
시 문장

폴랴르니(러시아어: Поля́рный)는 러시아 무르만스크주 북부에 위치한 폐쇄된 도시 가운데 하나로, 콜라 만 서안에 위치하며 인구는 18,552명(2002년 기준)이다. 러시아 해군의 핵잠수함 수리 시설이 들어서 있다.
1896년 신설되었으며 신설 당시의 이름은 알렉산드롭스크(Алекса́ндровск)였다. 1899년 시로 승격되었고 1939년 지금과 같은 이름으로 변경되었다. 2008년 인근 도시들과 함께 알렉산드롭스크 군 관할으로 편성되었다.